# Festival Internacional de Cine de Toronto
El Festival Internacional de Cine de Toronto (en inglés: Toronto International Film Festival, TIFF) es un festival de cine que se celebra anualmente en Toronto (Canadá).
El festival arranca el martes siguiente al Labor Day (primer lunes de septiembre) y dura diez días. Se suelen presentar de 300 a 400 películas en diferentes categorías, aunque no se entregan premios.
Se considera uno de los festivales más importantes del mundo y uno de los más importantes de América. En 1998, la revista Variety escribió que "el Festival de Toronto es el segundo después del de Cannes en términos de presencia de estrellas y de actividad económica". Interrogado por el National Post en 1999, Roger Ebert declara "...Aunque Cannes siga siendo el mayor, Toronto es el más útil y el más activo".
El festival comenzó en 1976 como una retrospectiva de los mejores festivales del mundo. Desde entonces se ha convertido en un importante socio de Hollywood, tanto que en ocasiones se le considera la antesala de los Óscar.[cita requerida]
Desde 1994, el director del Festival Internacional de Cine de Toronto es Piers Handling.

## Ceremonias
| Años        |
| 2023 · 2024 |

## Películas ganadoras del Premio del Público
- 2024 La vida de Chuck
- 2023 American Fiction
- 2022 Los Fabelman
- 2021 Belfast
- 2020 Nomadland
- 2019 Jojo Rabbit
- 2018 Green Book
- 2017 Three Billboards Outside Ebbing, Missouri
- 2016 La La Land
- 2015 La habitación
- 2014 The Imitation Game
- 2013 12 Years a Slave
- 2012 Silver Linings Playbook
- 2011 ¿A dónde vamos ahora?
- 2010 El discurso del rey
- 2009 Precious
- 2008 Slumdog Millionaire
- 2007 Eastern Promises
- 2006 Bella
- 2005 Tsotsi
- 2004 Hotel Rwanda
- 2003 Zatōichi
- 2002 Whale Rider
- 2001 Amélie
- 2000 Wò hǔ cáng lóng
- 1999 American Beauty
- 1998 La vida es bella
- 1997 The Hanging Garden
- 1996 Shine
- 1995 Antonia
- 1994 Priest: Secreto de Confesión
- 1993 The Snapper (TV)
- 1992 Strictly Ballroom
- 1991 The Fisher King
- 1990 Cyrano de Bergerac
- 1989 Roger & Me
- 1988 Mujeres al borde de un ataque de nervios
- 1987 The Princess Bride
- 1986 Le déclin de l'empire américain
- 1985 La historia oficial
- 1984 En un lugar del corazón
- 1983 Reencuentro
- 1982 Tempest
- 1981 Chariots of Fire
- 1980 Bad Timing
- 1979 Best Boy
- 1978 Girlfriends

## Premio Tribute
- 2024 Angelina Jolie